# 劉晏含
劉晏含（1993年1月19日—），遼寧盘锦人，中國女子排球運動員，身高1米88，司職主攻，亦為中國國家女子排球隊成員。效力於天津渤海銀行女排。

## 運動生涯
2012-2013赛季中國女排联赛，刘晏含成为八一女排最主要的得分利器，尽管八一女排最终名列第五名，但刘晏含的联赛表现不俗。2013年4月28日，郎平挂帅中国女排公布的国家队大名单中，刘晏含榜上有名，暂不参加集训。
2014年刘晏含代表国家女排二队参加了女排亚洲杯获得冠军，仁川亚运会获得亚军。2014-2015赛季，刘晏含与八一女排队友获得中國女排联赛冠军。
2015年刘晏含再次入选国家队大名单并参加集训，参加了首届U23女排亚锦赛 ，刘晏含表现出色带队夺冠，個人获得最有價值球員（MVP）。2015年女排世界杯，刘晏含有幸参加，最终与中國女排获得冠军。
之後幾年繼續有入選國家隊，但參加比賽機會不多。2019年入選世界女排聯賽大名單，並參加巴西站及總決賽週，其中在總決賽週表現出色，個人總得分名列榜首，憑此獲得「最佳主攻」。

## 獎項

### 國家隊
- 2014年女排亞洲盃： - 金牌
- 2014年仁川亚运会:  - 銀牌
- 2015年世界盃女子排球賽： - 金牌

### 個人榮譽
- 2014年女排亞洲盃：最佳主攻
- 2014-15賽季中國女子排球聯賽：最有价值球员（MVP）
- 2015-16賽季中國女子排球聯賽：最佳主攻
- 2015年亞洲U23女子排球錦標賽: 最有價值球員（MVP）
- 2018年女排亞洲盃：最有價值球員（MVP）
- 2019年世界女排聯賽: 最佳主攻

### 俱樂部
- 2009-2010赛季中国女子排球联赛： - 铜牌（八一克明面业女排）
- 2013-2014赛季中国女子排球联赛： - 铜牌（八一克明面业女排）
- 2014-2015赛季中国女子排球联赛： - 金牌（八一克明面业女排）
- 2021-2022賽季中国女子排球超级联赛： - 金牌（天津渤海银行女排）